# Dolichopteryx longipes
Espèce
- 1 : lobe ouvert côté ventrale ;
- a : rétine ;
- b : couche réfléchissante ;
- 2 : lobe ouvert côté dorsal ;
- c : cristallin ;
- d : rétine.

Schéma d'un œil bilobé de Dolichopteryx longipes.

Dolichopteryx longipes est un poisson des abysses ayant la particularité d'utiliser des miroirs pour focaliser la lumière, et non uniquement un cristallin comme chez les autres vertébrés connus. Il possède en effet une paire d'yeux dont chacun est divisé en un lobe équipé d'un cristallin (ouvert côté dorsal) et un lobe équipé pour former une image par réflexion (ouvert côté ventral).